# Семкив, Ростислав Андреевич
Ростислав Андреевич Семкив (укр. Ростислав Андрійович Семків; род. 6 июня 1975, Тернополь) — украинский литературовед.
Окончил Тернопольский педагогический институт (1997) по специальности «учитель украинского языка и литературы, английского языка», затем учился в магистратуре и аспирантуре Национального университета «Киево-Могилянская академия», там же в 2002 году получил степень кандидата филологических наук, защитив диссертацию «Ирония как принцип художественного структуростроения» (укр. Іронія як принцип художнього структуротворення). С 2001 года преподаёт там же, старший преподаватель, затем доцент, ведёт курсы «Теория литературы», «Введение в компаративистику», «Новые методы интерпретации», «Сатира и юмор в европейских литературах», «Литература американского киберпанка».
Опубликовал сборник литературоведческих статей «Фрагменты» (укр. Фраґменти; 2001), основанную на своей диссертации монографию «Ироническая структура. Типы иронии в художественной литературе» (укр. Іронічна структура. Типи іронії в художній літературі; 2004), пособие для преподавателя «Методические особенности преподавания курса „Основы компаративистики“» (укр. Методичні особливості викладання курсу «Основи компаративістики»; 2015).
Затем обратился к научно-популярному жанру, в котором дебютировал книгой «Как писали классики: советы, проверенные временем» (укр. Як писали класики: поради, перевірені часом; 2016): на примере Агаты Кристи, Джорджа Оруэлла, Рэя Брэдбери, Курта Воннегута, Марио Варгаса Льосы, Милана Кундеры и Умберто Эко Семкив показывает, какие уроки можно извлечь из взглядов писателей на их собственное творчество и из анализа их жизни и творчества в ракурсах, которые были неочевидны для них самих. В следующей книге, «Как читать классиков» (укр. Як читати класиків; 2018), разделил мировую литературу на пять уровней сложности, от простейшей сюжетной прозы («Три мушкетёра» Александра Дюма, «Джейн Эйр» Шарлотты Бронте, «Памела» Сэмюэля Ричардсона, «Трое в лодке, не считая собаки» Дж. К. Джерома) до наиболее сложной, персонифицированной фигурами Франца Кафки, Марселя Пруста, Вирджинии Вулф и Джеймса Джойса, предлагая для каждого уровня и для каждого обсуждаемого текста определённый подход и методику чтения; книга завершается списком «200+ сильних книг», в основу которого лёг канон Гарольда Блума. Книга «Уроки короля ужасов: Как писать хоррор» (укр. Уроки короля жахів: Як писати горор; 2020) посвящена жизни и творчеству Стивена Кинга и предлагает как ключи к его произведениям, так и анализ его художественных открытий, которые могут быть использованы другими авторами. В 2019 году эксперты украинского журнала «Фокус» включили Семкива в рейтинг «25 лучших писателей Украины» (на 11-м месте).
С 2004 года директор независимого издательства «Смолоскип» (с укр. — «Факел»), перенял руководство у основавшего издательство в 1967 г. Осипа Зинкевича. В 2016—2019 гг. член Комитета (жюри) Национальной премии Украины имени Тараса Шевченко. В сентябре 2016 г. при создании Украинского института книги был назначен исполняющим обязанности директора (до завершения конкурса на эту должность, по итогам которого институт в июне 2017 г. возглавила Татьяна Терен). С 2019 г. ведущий (вместе с Евгением Стасиневичем) программы «Лекторий. Литература» на телеканале «Общественное Культура».